# Толмен, Эдвард Чейс
Эдвард Чейс То́лмен (англ. Edward Chace Tolman, 14 апреля 1886 — 19 ноября 1959) — американский психолог, представитель необихевиоризма. Автор концепции «когнитивных карт», президент Американской психологической ассоциации (1937).
Член Национальной академии наук США (1937).

## Краткая биография
Эдвард Чейс Толмен родился в 1886 году в Вест-Ньютоне, районе г. Ньютона, шт. Массачусетс, США. Его брат, Ричард Чейс Толмен, стал известным физиком-теоретиком. В 1911 году Эдвард получил степень бакалавра по электрохимии, но, так как на последнем курсе увлёкся психологией, продолжил образование уже в этом направлении. В 1915 году защитил диссертацию на тему ретроактивного торможения. В 1915 году начал преподавать в Северо-Западном университете, но в 1918 году был уволен и продолжил карьеру в Калифорнийском университете в Беркли.
В 1932 году выходит его работа «Целевое поведение у животных и людей». В 1937 году Толмен становится президентом Американской психологической ассоциации (APA). В 1948 году учёный публикует знаменитую работу, посвящённую когнитивным картам. В 1957 году отмечен наградой APA за выдающиеся научные достижения.
Эдвард Толмен умер 19 ноября 1959 года в своём доме в Беркли.